# 平成角ゴシック

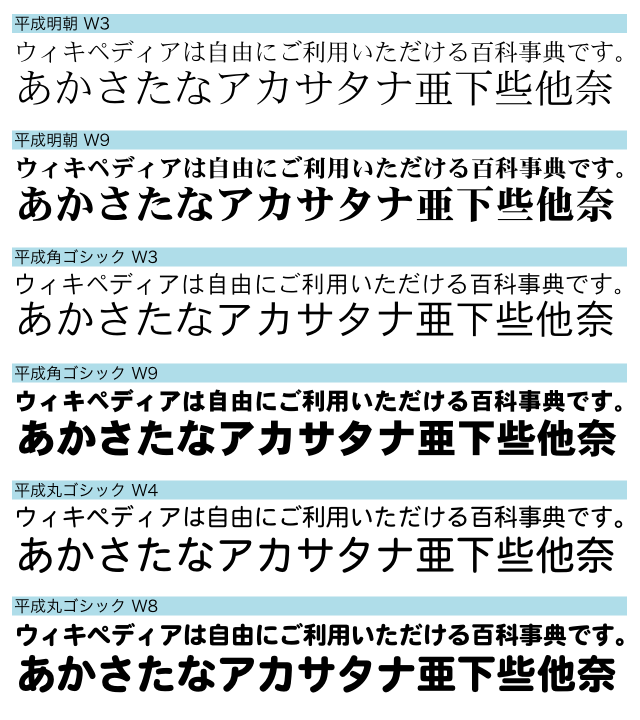
平成書体の見本。

平成角ゴシック（へいせいかくゴシック）は、一般家庭やビジネス文書における使用をターゲットとし、ワープロ専用機・パソコンなどの情報機器向けにデザイン・開発された書体およびフォント。ネーミングは1989年（平成元年）に誕生したことが由来。

## 背景
1980年代後半から1990年初頭にかけて、従来のビットマップフォントに対し、高品質なアウトラインフォントを扱えるまでに性能向上を果たしたワープロ専用機や、WIFEやTrueTypeフォント対応のWindowsの発売により、情報機器や文書処理におけるデジタルフォントの必要性が唱えられていた。
ほぼ同時期、グラフィックデザインや出版・印刷などのプロユース向けには写植・活字メーカーなどを筆頭にMacintosh DTP対応のPostScriptフォントが発売されたが、それらはあくまで従来の写植書体や専用組版機のフォントに代わるものとしての位置づけであり、価格面を考えても一般家庭やビジネス文書などで気軽に使用できる性質のものではなかった。
そうした時代において、情報化社会におけるデジタルフォントの流通・普及促進を目的とし通商産業省指導のもとに設立された財団法人日本規格協会文字フォント開発・普及センターが指揮を執り、平成書体の開発に着手した。
平成角ゴシックは、その第1期プロジェクトとして、平成明朝とともに開発・制作された。実際にはフォントベンダによるコンペという形がとられ、日本タイプライター株式会社（現・キヤノンセミコンダクターエクィップメント株式会社）の「角ゴシック」が1位採用。平成元年に誕生したことから「平成角ゴシック（体）」として本文用、見出し用へとファミリー展開された。

## 情報機器への搭載
特に中間ウエイト（太さ）である平成角ゴシックW5は、見出し用としても使用可能であったことから、平成明朝とともに情報機器における基本書体として多くのワープロ専用機・パソコンのOSに標準搭載された。デザイン上も、ワープロ専用機などのようにベタ組みが基本となるシステムでの利用を考慮し、平成明朝同様ふところを広くとり仮想ボディいっぱいのタイプフェイスとすることで、可読性を確保した。
ワープロ専用機としては、文豪ミニ5SX（NEC）以降、サンワード（三洋電機）などに搭載されたほか、Mac OSに標準添付のOsakaの字母ともなった。
現在では、アドビ、ダイナコムウェア、ニィスなど複数の発売元より、TrueTypeのほかプロユースを対象としPostScript、OpenTypeフォーマットとしても販売されている。ただし、従属欧文については各社製品間での互換性はなく、それぞれそのデザインや仕様が異なっている。

## ファミリー構成
- 平成角ゴシック（体）W3
- 平成角ゴシック（体）W5
- 平成角ゴシック（体）W7
- 平成角ゴシック（体）W9